# Scadra rufidens
Scadra rufidens är en insektsart som beskrevs av Carl Stål 1859. Scadra rufidens ingår i släktet Scadra och familjen rovskinnbaggar. Inga underarter finns listade i Catalogue of Life.